# Gyzi (Athen)
Gyzi (auch Gizi, Gkizi oder Gkyzi; griechisch Γκύζη) ist ein Stadtteil der griechischen Hauptstadt Athen.

## Lage

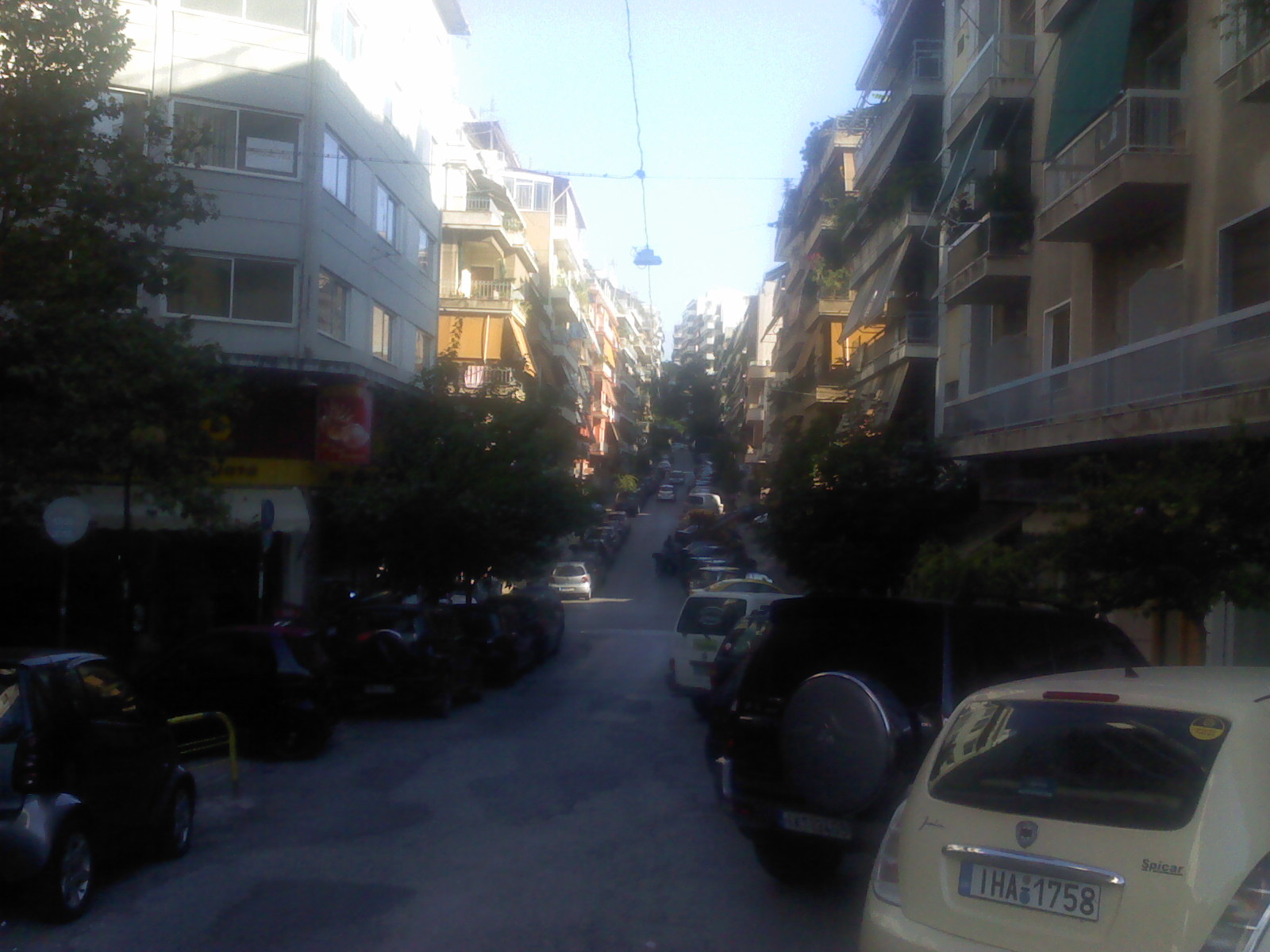
Straße in Gyzi

Gyzi liegt ca. 1,5 km nordöstlich des Athener Zentrums unmittelbar an der Leoforos Alexandras die gleichzeitig die südliche Grenze des Viertels darstellt. Zu den angrenzenden Stadtvierteln gehören Kypseli, Polygono, Ambelokipi, Koudouriotika, Neapoli und Pedio Areos.

## Etymologie
Der Name geht zurück auf den griechischen Genre- und Monumentalmaler Nikolaos Gyzis, dessen Name auf Griechisch in etwa Jisi ausgesprochen wird; da dieser jedoch ein Vertreter der Münchner Schule war und seine Werke mit lateinischen Buchstaben signierte, wurde der Name als vermeintlich deutsch irrtümlich Gyzi ausgesprochen, dies wurde dann zum feststehenden Begriff für den Stadtteil, nicht jedoch für den Maler.

## Stadtbild
Gyzi gehört zu den am dichtesten besiedelten Stadtteilen Athens. So prägen bis heute enge Straßen, eine geschlossene Bebauung und wenige öffentliche Grünflächen das Erscheinungsbild. Die in der Regel mehrgeschossigen Gebäude weisen eine vorwiegende Wohnnutzung auf.
Die Erschließung des Gebiets erfolgte in den 1960er und 1970er Jahren und begann rund um die Platia Gyzi und der von Nord nach Süd verlaufenden Odos Nikolaou Gyzi, die den Platz mit der Leoforos Alexandras verbindet.

## Verkehr
Die Station Ambelokipi der Linie 3 der Athener Metro befindet sich ca. 400 m östlich von Gyzi an der Leoforos Alexandras.
Koordinaten: 38° 0′ N, 23° 45′ O